# Аль-Бувайдах
Аль-Бувайда (араб. البويضة) — сирійське село розташоване у нохії Саламія, район Саламія, провінції Хама. Згідно з Сирійським Центральним Бюро Статистики (CBS), під час перепису 2004 року населення Бувайди складало 174 особи.